# Hyla heinzsteinitzi
Hyla heinzsteinitzi es una especie de anfibio anuro de la familia Hylidae.

## Distribución geográfica
Esta especie se encuentra en Israel y Cisjordania: cerca de Jerusalén en solo tres lugares en las colinas de Judea entre los 730 y 895 m sobre el nivel del mar: el embalse de Mamilla, Wadi cerca de Moẕa y Ein Fara (un área de 13 km por 6 km). Sin embargo, los especímenes de Wadi y Ein Fara también podrían provenir del embalse de Mamilla, la especie solo se conocería desde un solo sitio.

## Etimología
Esta especie lleva el nombre en honor a Heinz Steinitz.

## Publicación original
- Grach, Plesser & Werner, 2007: A new, sibling, tree frog from Jerusalem (Amphibia: Anura: Hylidae). Journal of Natural History, vol. 41, n.º 9-12, p. 709-728.[6]